# Aletes (planta)
Aletes es un género de plantas herbáceas de la familia de las apiáceas.  Comprende 27 especies descritas.

## Taxonomía
El género fue descrito por J.M.Coult. & Rose y publicado en Revision of North American Umbelliferae 125. 1888. La especie tipo es: Aletes acaulis

## Algunas especies
- Aletes acaulis
- Aletes anisatus
- Aletes filifolius
- Aletes humilis
- Aletes macdougalii
- Aletes sessiliflorus